# Georg-Winfried Schmidt
Georg-Winfried Schmidt (* 2. Februar 1917 in Königsberg, Ostpreußen; † 10. Januar 2008) war ein deutscher Kinderarzt und Hochschullehrer.

## Leben
Georg-Winfried Schmidt, Sohn des Mediziners Erwin Schmidt und der Maria geborene Jacoby, 1936 Abiturient am Gymnasium in Insterburg, leistete anschließend bis 1938 den Reichsarbeitsdienst sowie die Wehrpflicht ab, bevor er sich im gleichen Jahr einem Studium der Medizin an den Universitäten Königsberg und Freiburg im Breisgau zuwandt, 1942 legte er das medizinische Staatsexamen und wurde zum Dr. med. promoviert. Georg-Winfried Schmidt diente in der Folge im Zweiten Weltkrieg als Truppenarzt, geriet nach Kriegsende in alliierte Gefangenschaft, aus der er 1947 entlassen wurde.
Georg-Winfried Schmidt trat im gleichen Jahr eine Assistenzarztstelle an der Universitätskinderklinik in Freiburg im Breisgau an, 1951 wechselte er in selber Funktion an die Universitätskinderklinik nach Gießen. Schmidt, der Ende 1950 seine Anerkennung als Facharzt für Kinderheilkunde erhielt, habilitierte sich dort 1957 als Privatdozent für dieses Fach, 1963 erfolgte seine Beförderung zum außerordentlichen Professor. Georg-Winfried Schmidt, der 1971 zum ordentlichen Professor ernannt wurde, wurde 1980 in den Ruhestand versetzt.
Georg-Winfried Schmidts spezielle Arbeitsgebiete umfassten die Bereiche Aminosäuren und Eiweißstoffwechsel sowie die Einführung der kompletten parenteralen Ernährung des Kindes.

## Schriften
- Die Folgen des Abortes für die Fruchtbarkeit der Frau, 1941
- Über die Aminosäuren-Ausscheidung mit dem Harn beim Kinde vor und nach Hemmung der Carbanhydrase mittels Diamox ; zugleich ein Hinweis auf einen Tagesrhythmus der Aminostickstoff-Ausscheidung mit dem Harn beim Kinde, Stürtz, 1956
- Pädiatrie: Klinik und Praxis, Springer, 1974 ISBN 0387067787.
- Leitfaden der Säuglings- und Kinderheilkunde, Ausgabe 5, In: Band 12 von Medizin von heute, Tropon-Werke, 1981